# テキーラ

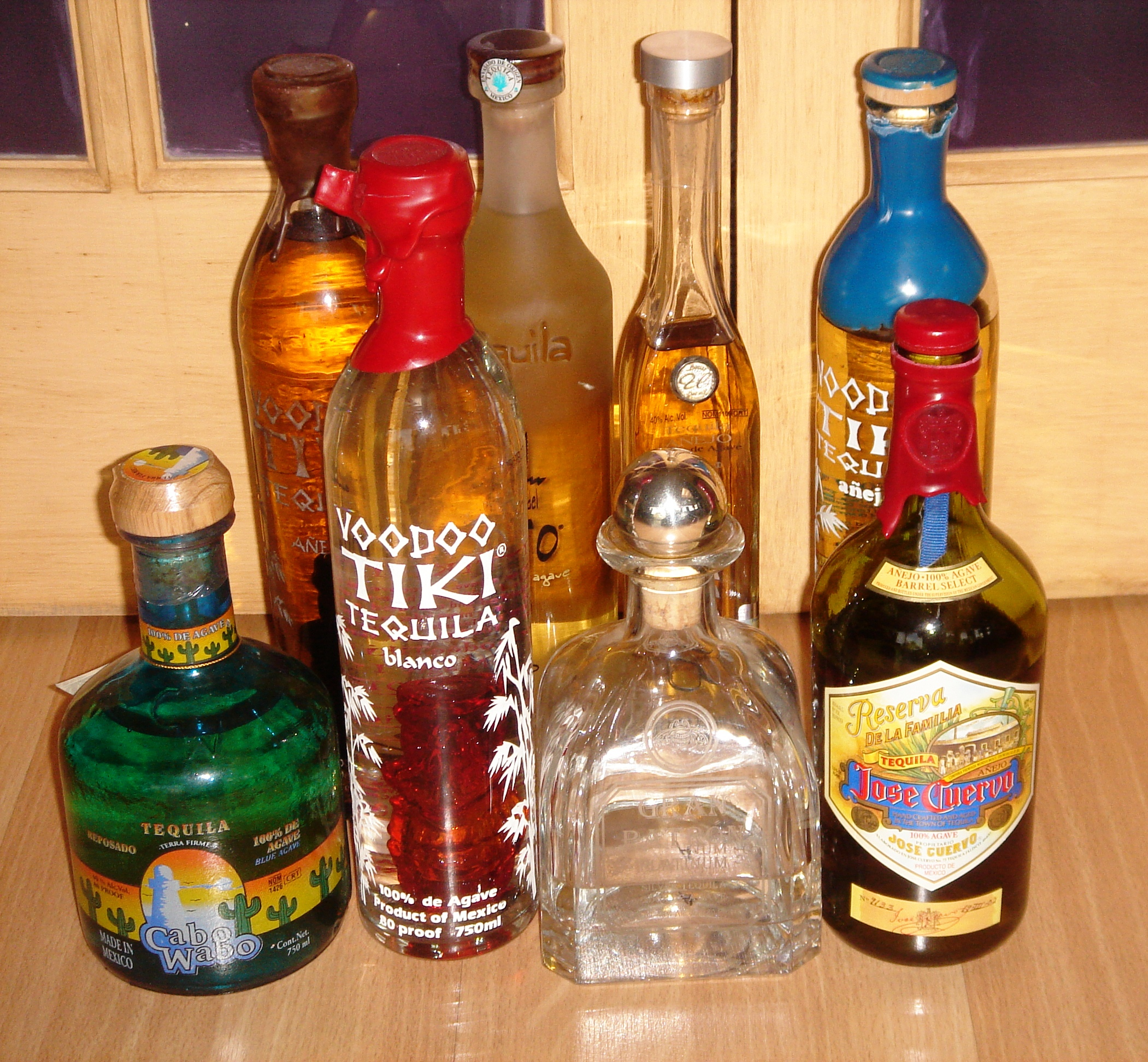
様々なテキーラ

テキーラ（スペイン語: Tequila）とは、メキシコ国内のハリスコ州とその周辺で、アガベ・テキラナ・ウェベル・バリエダ・アスル（Agave Tequilana Weber Variedad Azul：アガベ・テキラーナ・ウェーバー・ブルーは同じ）と呼ばれる竜舌蘭（Agave, アガベ/アガヴェ）から造られる蒸留酒。1994年まではメスカルの一種であったが、1994年にテキーラとして原産地呼称を導入したため、個別名称となった
。メスカルも2000年代に入り、原産地呼称を導入したため
、2020年現在は、アガベを原料としたテキーラ・メスカル・その他の規格に合致しない酒類はアガヴェ・スピリッツ（リコールデアガヴェ）と呼ばれる。
ウイスキーのようにそのまま飲まれるほか、カクテル等の材料にも使われる。産地ではそのまま飲まれることが多く、ライムを口へ絞りながら楽しみ最後に食塩を舐めるのが正統な飲み方とされる。また、100%アガベで作られた高級テキーラの香りや味わいを楽しむために、ワイングラスなどの口の大きいグラスを用いる飲み方も増えてきている。

## 歴史
古代アステカからの伝統的な醸造酒であるプルケが、スペイン人（コンキスタドール）によって蒸留酒とされたメスカルのひとつ。
かつて州西部のシエラマドレ山脈で山火事があり、その焼け跡で発見された良い匂いを発し甘い樹液を出す焦げた竜舌蘭を起源とするものや、竜舌蘭の幹をかじっているハツカネズミの巣穴を覗くと黄金色の液体が溜まっていて、これを集めて発酵させたものがテキーラの起源と言われる伝説がある。
名前の由来となったハリスコ州の町、サンティアゴ・デ・テキーラの特産品。
最初のテキーラ工場は1600年に建てられ、1873年にはヨーロッパへ出荷された記録が残っている。
1893年にシカゴで開かれた鑑評会でテキーラ産のメスカル・ブランデーが受賞し、1910年のサン・アントニオの大会ではテキーラ・ワインの名で受賞した。以後、テキーラの名称が使われるようになった。
その後も販売は拡大し1968年のメキシコオリンピックで広く知られるようになった。
日本では、2004年に締結したメキシコとの経済協力協定により、テキーラやメスカルなどの原産地呼称が保護されるようになった。
2006年、産地は「テキーラの古い産業施設群とリュウゼツランの景観」 (Agave Landscape and Ancient Industrial Facilities of Tequila) として世界遺産に登録された。

## テキーラ規制委員会 (CRT)
1994年にテキーラ商工会議所の主導の下、テキーラ規制委員会 (CRT：Consejo Regulador del Tequila A.C.) は収穫から瓶詰めに至るテキーラの生産過程全般の基準を定め、違反者に対して法的措置を取る事が出来る非営利団体として設立された。
テキーラの生産過程が、メキシコ政府の定める公式の基準に従って行われる事を証明する機関としてメキシコ政府から認定を受けており、CRTはテキーラの生産者だけでなく原料の竜舌蘭栽培、ボトラー、マーケティング担当者、およびメキシコ政府の代表者と連携して活動している。全てのテキーラメーカーはCRTの認可が必要であり、テキーラのラベルにはメキシコ公式規格である「NOM」のイニシャル、テキーラ規制委員会の認証である「CRT」のイニシャルと、4桁の番号が印刷されている。

## 収穫・製造
メキシコ産であることから、サボテンが原料と誤解されることがあるが、竜舌蘭とサボテンは異なる植物である。
竜舌蘭は150種類余りあり、そのうち136種類がメキシコに植生している。この竜舌蘭から造られた酒は、総称でアガヴェスピリッツと呼ばれる。このうちCRTの基準・メキシコの法律 (NOM-006-SCFI-2012) を満たす、産地、原料、製法などの規格に見合ったもののみをテキーラとして、販売、流通することが許される
。
- 主原料はアガベ・テキラナ・ウェベル・バリエダ・アスルでなくてはならない。また、主原料が総原料に占める割合は51%以上でなくてはならない。
- 主原料のアガベは、ハリスコ州、グアナフアト州、ナヤリ州、ミチョアカン州及びタマウリパス州の特定地域で生育されたものでなくてはならない。
- テキーラ町およびその周辺地域で蒸留されたものでなくてはならない。
- 最低2回の蒸留がされていなくてはならない。
- メタノールの値は3mg/ml以下でなくてはならない。
- アルコール度数は35％ - 55％でなくてはならない。
- 水以外の添加物は1％以下でなくてはならない。
- NOMナンバーと呼ばれる4桁の蒸留所番号をラベルに表記しなくてはならない。

アガベ・テキラナ・ウェベル・バリエダ・アスルは、茶畑に似たような状態で丘陵地に栽培され、雨季の初めである6月に植えられて6 - 8年後に収穫される。収穫は生育したものから順に、通年にわたって行われ、コア (Coa) と呼ぶシャベル（あるいは大型の鑿）に似た専用の鎌が用いられる。葉を切り落とされ収穫されたアガベはパイナップルに似た形をしているので、ピニャ（ piña、パイナップルという意味）と呼ばれている。ピニャは大きいものでおよそ50kgほどあり、傾斜を伴う畑からはラバを使って搬出する伝統が守られている。
1. 伝統的な方法では収穫後、石を敷き詰めた穴にピニャを積み重ね、下から燻製に近い形で30時間程度蒸し焼きあげる。
2. 蒸しあげたアガベを1週間放置し、その後これを石臼ですり潰し汁を絞り出す。
3. 絞り汁を発酵させる。発酵後はエタノールが3 - 5%が含まれ、日本のどぶろくとよく似た風味となる。
4. 蒸留器でアルコール度数を高める。メスカルは1回しか蒸留しないがテキーラは2 - 3回蒸留される。

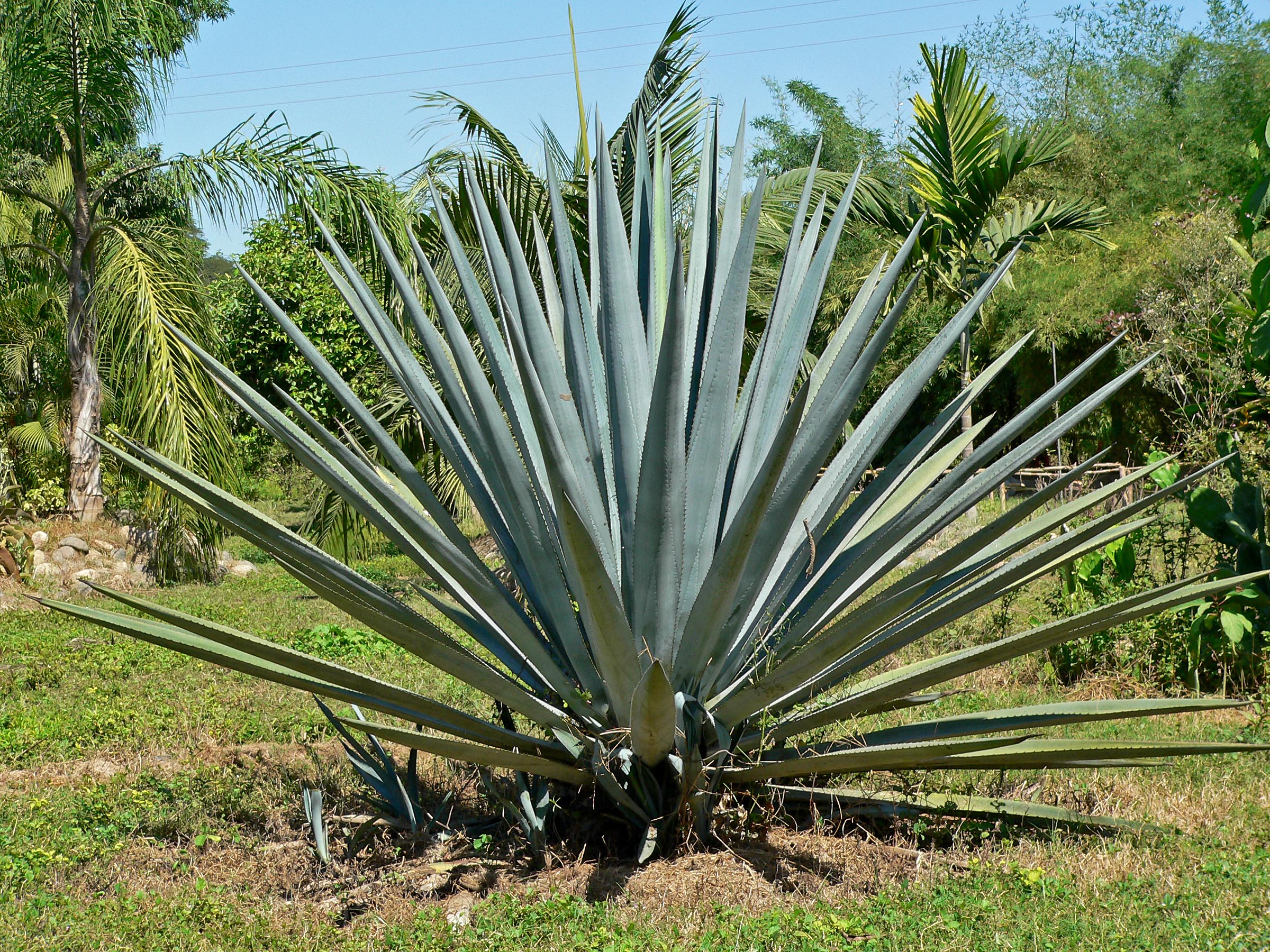
原料となる Agave tequilana（竜舌蘭）
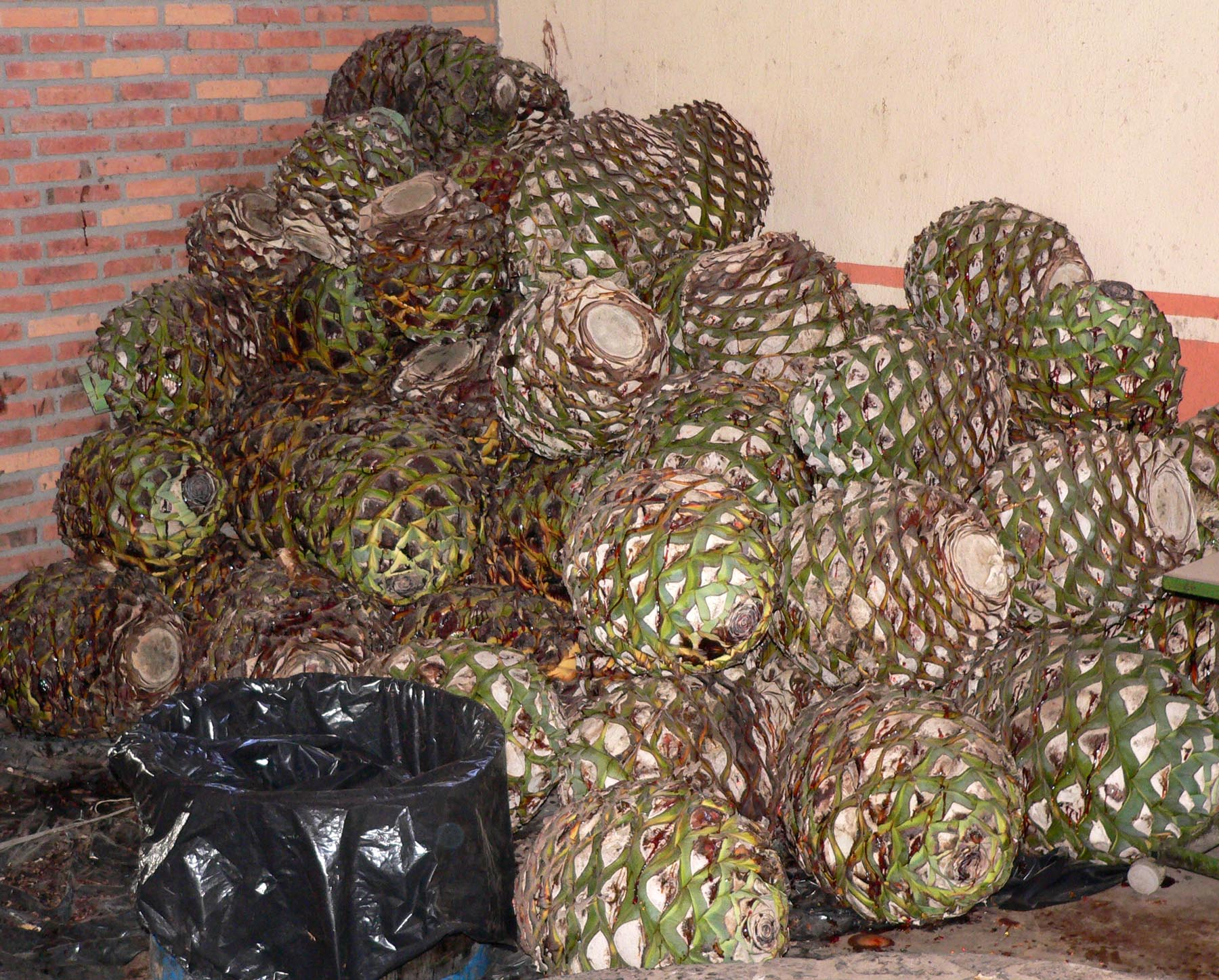
ピニャ（葉と根を切り落とし球状を呈した茎）

### カテゴリー（原料による分類）
- テキーラ100％アガベ (Tequila 100% de Agave) ：副原料を用いないもの。ラベルには必ず「100% de Agave」刻印がある。近年副原料を使用したテキーラと差別化する為にプレミアムテキーラと呼ばれている。
- テキーラ (Tequila) ：アガベ・テキラナ・ウェベル・バリエダ・アスルと一緒に発酵させる副原料（主に砂糖）の使用は49%まで認められており、副原料も一緒に発酵させたもの。以前は理解しやすいためミクスト (Mixto) またはスタンダードと呼ばれることもあるが、CRTによる正確な呼称はテキーラとなる。

### クラス（熟成度）
樽で熟成させたものは徐々に琥珀色を呈してくる。なお、メキシコ国内の気候下では、3年ほどで樽内で熟成中のテキーラのほとんどは蒸発してしまうことから、長期熟成は難しいものとなる。
- ブランコ (Blanco/Silver) ：製造されすぐに瓶詰めされたもので、テキーラの風味・特徴がはっきり現れる。
- ゴールド (Joven/Oro/Gold) ：ブランコと熟成されたもの（レポサドもしくはアニェホ以降）をミックスさせたもの。（商標にあるゴールドとは異なる）
- レポサド (Reposado/Aged) ：2か月 - 1年未満樽で寝かせたもの。
- アニェホ (Añejo/Extra Aged) ：少なくとも600リットルのオーク樽で1年 - 3年寝かせたもの、樽の香り付けなどでウイスキーと似た風味になる。
- エクストラ・アニェホ (Extra Añejo/Ultra Aged) ：3年以上寝かせたもの。価格も最も高く、生産しているハリスコ州では数十万円のものも見ることができる。

## 主なテキーラの銘柄
- Rancho La Joya Reposado （ランチョ・ラ・ホヤ　レポサド）
- Cazadores （カサドレス）
- Azcona Azul （アスコナ・アスル）
  - Blanco
  - Reposado
  - Añejo
- Aguila Azteca （アギラ・アステカ）
  - Blanco
  - Reposado
- Cantina Mexico（カンティーナ・メキシコ、 ）
  - Blanco
  - Reposado
  - Añejo
- Valentina（バレンティーナ、 ）
  - Blanco
  - Reposado
- Fogata（フォガータ、 ）
  - Blanco
  - Reposado
  - Añejo
  - Extra Anejo
- Casa Herradura （エラドゥーラ、）
  - Seleccion Suprema
  - Herradura Reposado/Anejo
  - Blanco 46
  - Antiguo de Herradura
  - Hacienda del Cristero
  - Suave 35 Reposado/Citrus/Mandarin
- el Jimador Blanco （エル ヒマドール）
- el Jimador Reposado
- el Jimador Añejo
- Chinaco （チナーコ）
- Corralejo
- D'LIZZ
- Don Julio(ドン・フリオ)
  - Real
  - 1942
  - Mageyes
  - Añejo
  - Silver
  - Reposado
  - Añejo
- el Tesoro （エル・テソロ）
- Hacendado Luiseño （ハセンダド・ルイセニョ、）
- Jose Cuervo （ホセ・クエルボ、）
  - Reserva de la Familia
  - Tradicional
  - Black
  - Claciso
  - Especial
  - (1800)
  - (Añejo)
- Olmeca （オルメカ）
- Orendain （オレンダイン）
- Porfidio （ポーフィディオ）
- ReySol
- Sauza （サウサ、）
- Alacran Blanco（アラクラン　ブランコ）
- Tequila Pueblito（テキーラ・プエブリート　http://www.tequila-tequila.com/）
  - Tres Generaciones (Anejo/Reposado/Plata)
  - Hornitos
  - Commemorativo
  - Hacianda
  - Extra Gold
  - Blanco
- Patron （パトロン、）
- Tequilas del Senor（テキーラス　デル　セニョール、http://www.tequilasdelsenor.jp/）
  - Herencia Histrico
  - Reserva del Señor
  - Herencia de Plata
  - Sombrero Negro
  - Almond Tequila
  - Coffee Tequila
- Chamucos （チャムコス）
  - Blanco
  - Reposado
  - Añejo
- Las Juntas （ラス・ホンタス）
  - Del Museo Reposado（デル・ムセオ　レポサド）
  - Amanecer Ranchero Añejo （アマネセル・ランチェロ アニエホ）
  - Villa Tecoane Reposado （ビジャ・テコアネ レポサド）
- El Fogonero （エル・フォゴネロ）
  - Blanco
  - Reposado
  - Añejo
- AGV400 （エー・ジー・ヴィー400）
  - Blanco
  - Reposado
  - Añejo
- Cascahuin（カスカウィン）
  - Blanco
  - Reposado
  - Añejo
  - Plata
  - Taona
  - Extra Añejo
- KARMA（カルマ・カーマ）
  - Sivler
  - Reposado
  - Añejo

## テキーラを使った主なカクテル
- マルガリータ Margarita - テキーラを世界的に有名にしたカクテルとして知られる。
- テキーラ・サンライズ Tequila Sunrise - イーグルスの影響で有名になったカクテル。
- テキーラ・サンセット Tequila Sunset
- アイス・ブレーカー Ice Breaker
- ストロー・ハット Straw Hat
- スロー・テキーラ Sloe Tequila
- フレンチ・カクタス French Cactus
- ブロードウェイ・サースト Broadway Thirst
- マタドール Matador
- メキシカン Mexican
- モッキンバード Mockingbird - 日本では、カクテルに関する書籍の編集方針の関係で有名。
- サブマリン Sub Marine - テキーラを満たしたショットグラスを、そのままビールのジョッキに沈めたもの。
- パローマ Paloma - テキーラをグレープフルーツジュースとトニックウォーターでアップしたロングカクテル。

その他、Wikipedia日本語版に記述のあるテキーラをベースとするカクテルについては、「カクテルの一覧」の「テキーラ・ベースの節」を参照のこと。なお、テキーラがベースであると明確に言えるカクテル他にも、テキーラを使用したカクテルも存在するが、それらについては割愛する。

## テキーラに関する楽曲
- 「テキーラ (Tequila)（英語版）」 - チャンプス（英語版）が1958年にリリースした曲。演奏の合間に"Tequila!"の声が入るのが特徴。映画のサウンドトラックのほか、日本の野球の応援[11]や初代ホンダ・フィットをはじめとするCM等でも使われている
- 「テキーラを飲みほして」 - 中島みゆきのアルバム「予感」に収録された曲。